# Leversegmenten
De lever wordt verdeeld in acht leversegmenten volgens de classificatie volgens Couinaud. Volgens deze onderverdeling worden de leverlobben verdeeld in een totaal van acht subsegmenten op basis van een dwarsvlak door de splitsing van de hoofdpoortader. Het systeem is vernoemd naar Claude Couinaud.

## Segmenten

Animatie van de vorm van de menselijke lever. Acht subsegmenten volgens de classificatie van Couinaud.

De fissuur voor het ronde ligament van de lever (ligamentum teres) scheidt de mediale en laterale segmenten. Het mediale segment wordt ook de lobus quadratus genoemd. De Couinaud-classificatie van leveranatomie verdeelt de lever in acht functioneel onafhankelijke segmenten. Elk segment heeft zijn eigen vasculaire instroom, uitstroom en galweg. In het midden van elk segment is er een tak van de poortader, leverslagader en galkanaal. In de periferie van elk segment is er een vasculaire uitstroom door de leveraders. De lobus caudatus is een afzonderlijke structuur die bloed ontvangt van zowel de rechter- als de linkszijdige bloedvaten. De verdeling van de lever in onafhankelijke eenheden betekent dat segmenten veilig kunnen worden weggesneden zonder de resterende segmenten te beschadigen. Door de resectie te doen parallel met de leveraders blijven de andere poortaders, galkanalen en leverslagaders intact zodat de levensvatbaarheid van de lever optimaal bewaard blijft na een operatie.
In het classificatiesysteem bepaalt de vasculaire toevoer de functionele segmenten (genummerd I tot VIII):
- Segment I is de lobus caudatus. Deze bevindt zich achteraan en kan zijn toevoer ontvangen van zowel de rechter- als de linkertakken van de poortader. De leveraders van segment I draineren rechtstreeks in de vena cava inferior.

De overige segmenten (II tot VIII) zijn met de klok mee genummerd.
Segmenten II, III en IV vormen de linkerlever:
- Segmenten II en III liggen lateraal ten opzichte van het ligamentum falciforme met II superieur aan de portale veneuze toevoer en III inferieur
- Segment IV ligt mediaal ten opzichte van het ligamentum falciforme en is onderverdeeld in IVa (superieur) en IVb (inferieur)

Segmenten V tot VIII vormen de rechterlever:
- Segment V is het meest mediaal en inferieur
- Segment VI bevindt zich meer posterieur
- Segment VII bevindt zich boven segment VI
- Segment VIII bevindt zich boven segment V in de superomediale positie